# Patrice Marcilloux
 (décembre 2020).
Patrice Marcilloux (né en 1967) est un archiviste français. Il est professeur d'archivistique et professeur des universités à l'université d'Angers depuis 2005.

## Biographie
En 1987, Patrice Marcilloux intègre l'École nationale des chartes d'où il obtient son diplôme d'archiviste-paléographe en 1992. Il rejoint ensuite l'Institut national du patrimoine et y obtient son diplôme en conservation du patrimoine, spécialisé dans les archives.
De 1993 à 1996, il est directeur des archives départementales de l'Aisne (Picardie). 
Patrice Marcilloux est, de 1996 à 2003, directeur des archives départementales du Pas-de-Calais (Nord-Pas-de-Calais). L'institution est répartie en deux centres, soit le centre Mahaut-d'Artois à Dainville dont la collection est constituée de documents antérieurs à 1940 et le centre Georges-Besnier à Arras compilant les archives postérieures à 1940. En y étant directeur, Patrice Marcilloux y publie une dizaine d'ouvrages et articles et y organise des conférences sur l'histoire de la région et sur leurs archives.
Entre 2003 et 2005, il est désormais directeur des archives départementales du Loiret. À la fin de son mandat, il rejoint l'université d'Angers où il est attitré au poste de maître de conférences jusqu'en 2013. À partir de 2009, il est également intégré au Centre de recherches historiques de l'Ouest (CERHIO), UMR 6258.
En 2013, il devient professeur des universités, toujours à l'université d'Angers, et demeure rattaché, comme chercheur, au CERHIO.

## Contribution intellectuelle
Patrice Marcilloux tourne ses recherches vers plusieurs thématiques reliées aux archives : leur usage et la logique d'usage de celles-ci, leur histoire et celle des services qui les administrent, la mise en archives, les formes nouvelles de la demande sociale d'archives et les ego-archives.
L'ouvrage de 2013 de Patrice Marcilloux, Les Ego-archives. Traces documentaires et recherche de soi, fait la présentation de la plupart de ces sujets de recherche. Le concept d'ego-archives désigne les documents et leur usage pour donner aux utilisateurs et utilisatrices des stratégies de formation de leur individualité. « La question n'est plus celle de la place de la place des archives dans la société de l'information mais dans celle de l'individu. »
L'apport de Patrice Marcilloux à la recherche sur le domaine archivistique est l'établissement d'un lien entre les archives et la société. Plutôt que de se porter sur l'archiviste, les travaux de Marcilloux sont tournés vers l'histoire, mais aussi les usagers et usagères des centres d'archives.
L'ouvrage de 2018, Les Dons d'archives et de bibliothèques : XIXe – XXIe siècle. De l'intention à la contrepartie, exemplifie davantage l'idée du lien entre l'usager et les archives. L'ouvrage identifie le geste du don de documents en une action qui crée un lien social entre les donateurs et les donataires et la dynamique de circulation dans la société des archives données.

## Publications

### Ouvrages
- Marcilloux, P. et Marival, G. (1995). L'Aisne au fil de l'eau. Laon : conseil général de l'Aisne, Archives départementales de l'Aisne.
- Marcilloux, P. (1997). Images de la reconstruction : Arras 1918-1934 : photographies du fonds Paul Decaux. Archives départementales du Pas-de-Calais.
- Decelle, J.-M., Grailles, B., Marcilloux, P. et Schoonheere, F. (1998). 1914-1918, Le Pas-de-Calais en guerre : Les gammes de l’extrême. Archives départementales du Pas-de-Calais.
- Curveiller, S. et Marcilloux, P. (2003). Regards sur l'histoire du Pas-de-Calais. Artois presses université.
- Bartlett, N., de Boisdeffre, M., Charmasson, T., Cleyet-Michaud, R., Demeulenaere-Douyère, C., Depauw, C., Devriese, D., Doom, V., Droguet, A., Drugy, C., Ferri, L., Grailles, B., Hottin, C., Jacquemin, M., Libert, M., Marcilloux, P., Mestayer, M., Minke, A., Moss, M., … Chave, I. (2012). Archives, archivistes, archivistique dans l'Europe du Nord-Ouest du Moyen Âge à nos jours : Entre gouvernance et mémoire. Publications de l’Institut de recherches historiques du Septentrion.
- Marcilloux, P. (2013). Les Ego-archives : traces documentaires et recherche de soi. Presses universitaires de Rennes.
- Véray, L., Marcilloux, P., Neveu, J., Gumplowicz, P., Bruel, G., Buch, E., Quesney, C., Chimènes, M., Second-Genovesi, C., Pénet, M., Leterrier, S.-A., Becker, A. et Francfort, D. (2014). Entendre la guerre. Silence, musique et son en 14-18. Gallimard.
- Grailles, B., Neveu, V., Sarrazin, V. et Marcilloux, P. (2015). Classer les archives et les bibliothèques : Mise en ordre et raisons classificatoires. Presses universitaires de Rennes.
- Denéchère, Y. et Marcilloux, P. (2016). Le Centre international de l'Enfance (1949-1997). Des archives à l'histoire. Presses universitaires de Rennes.
- Grailles, B., Sarrazin, V., Marcilloux, P. et Neveu, V. (2018). Les Dons d'archives et de bibliothèques : XIXe – XXIe siècle : de l'intention à la contrepartie. Presses universitaires de Rennes.

### Articles
- Grailles, B. et Marcilloux, P. (2010). La formation continue des archivistes : une expérience universitaire. Gazette des archives. 218: 115-129.
- Marcilloux, P. (2012). L’archivistique à l’université : quel régime disciplinaire ? Gazette des archives. 226: 297-311.
- Marcilloux, P. (2014). Deep Storage (1997), Interarchive (2002), Archive Fever (2008) : l’art contemporain et les archives dans trois rétrospectives internationales. Gazette des archives. 233: 61-74.

### Actes de colloque
- Marcilloux, P. et Société historique de Haute-Picardie. (1996). Laon, 1594 : Henri IV, la Ligue et la ville : actes du colloque, 19-20 novembre 1994. Laon : conseil général de l'Aisne, Archives départementales de l'Aisne.
- Bussière, É., Marcilloux, P. et Varaschin, D. (2002). La grande reconstruction : reconstruire le Pas-de-Calais après la Grande guerre, actes du colloque d'Arras, 8 au 10 novembre 2000. Archives départementales du Pas-de-Calais.
- Congrès national des sociétés historiques et scientifiques et Marcilloux, P. (2003). Les hommes en Europe : [actes du 125e Congrès national des sociétés historiques et scientifiques, Lille, 10-15 avril 2000]. Édition du CTHS.
- Congrès national des sociétés historiques et scientifiques et Marcilloux, P. (2005). Le travail en représentations : [actes du 127e Congrès national des sociétés historiques et scientifiques, Nancy, 15-20 avril 2002]. Éditions du CTHS.
- Association des étudiants et des diplômés en archivistique d'Angers, Centre de recherches historiques de l'Ouest et Marcilloux, P. (2009). À l'écoute des publics des archives : identités, attentes, réponses : Actes de la journée d'étude. Presses de l’Université d’Angers.